# کوه مگزین
کوه مگزین (به انگلیسی: Mount Magazine) یک کوه و یال (کوه) در ایالات متحده آمریکا است که در شهرستان لوگان، آرکانزاس واقع شده‌است. کوه مگزین ۸۳۹٫۱۲ متر بالاتر از سطح دریا واقع شده‌است.